# دير بئر الحمام
دير بئر الحمام هو موقع أثري بيزنطي يقع جنوب مدينة نابلس في فلسطين، وتحديداً على جبل جرزيم. يطل الدير على مدينة نابلس ويعود تاريخ الدير إلى الفترة البيزنطية، ويعتبر من الأديرة المهمة التي تعكس انتشار الحياة الرهبانية في جبال وسط فلسطين خلال الحقبة المسيحية المبكرة.

## الموقع الجغرافي
يقع الدير في منطقة جبلية تطل على سهول نابلس الجنوبية، على ارتفاع يقدّر بنحو 600 متر فوق سطح البحر، ويبعد حوالي 10 كيلومترات جنوب مدينة نابلس، ويقع بين القمم الثلاث المحيطة بجبل جرزيم، تتميز المنطقة بطبيعتها الخلابة وتنوعها النباتي.

## أقسام الدير
- القسم الأول: يقع في الواجهة الشرقية وهو المدخل الخارجي للدير، يتم الوصول إليه من خلال البوابة الرئيسية في الواجهة الشرقية. كان يضم بركة لتجميع مياه الامطار وكانت مخصصة للحيوانات، وضم ايضاً اسطبلاً لحيوانات المزرعة.
- القسم الثاني: يوجد في قلب الدير، ويشمل المدخل الرئيسي المؤدي إلى ساحة داخلية واسعة. تحتوي الساحة على بئر مياه، كما تتوسطها كنيسة تظهر بقاياها وجود أعمدة وأقواس حجرية، ما يدل على طابعها البيزنطي، يحيط بالساحة غرف متعددة، يُرجح أنها كانت تستخدم كمساكن للرهبان.
- القسم الثالث: يقع في الجهة الغربية، وهو مخصص لسكن الرهبان وتعرض للتجريف ولم يتبقى منه سوى طرفه الشرقي. يتميز هذا القسم بوجود سور حجري يفصله عن باقي أقسام الدير.[1][4]

## التاريخ
كُشف عن بقايا الدير صدفةً سنة 2002م، أثناء الحفر لأساسات بناء قصر منيب المصري، حيث توجهت دائرة آثار نابلس للمنطقة ومن ثم البدء بالحفر الأثري. اكتُشفت بقايا أثار تعود إلى الفترة البيزنطية في فلسطين، حيث كانت المنطقة في وقتها تشهد ازدهارًا في بناء الأديرة والكنائس. اكتشفت قطع حجرية مزخرفة، والمواد الفخارية والزجاجية والمعدنية والعملات، وتضم قطع معمارية عبارة عن تيجان الأعمدة المنقوشة والمزخرفة.